# Tigridia chrysantha
Tigridia chrysantha är en irisväxtart som beskrevs av Robert William Cruden, S.J.Walker och Mcvaugh. Tigridia chrysantha ingår i släktet Tigridia och familjen irisväxter. Inga underarter finns listade i Catalogue of Life.